# 智神星族
智神星族是以智神星為首的小行星家族，特徵是位於主帶中間，有高傾角的B-型 小行星（Cellino et al (2002)）. 
為首的智神星是平均直徑530公里的巨大小行星，其他的成員則都非常小（最大的是5222 Ioffe，估計直徑只有22公里。），這暗示了其他成員可能都是經由所謂的隕石坑化，由撞擊才從智神星分離出來的。
由圖可見她們的固有軌道元素都在相近的範圍內。
|        | ap      | ep   | ip  |
| ------ | ------- | ---- | --- |
| 最小值 | 2.71 AU | 0.25 | 32° |
| 最大值 | 2.79 AU | 0.31 | 34° |

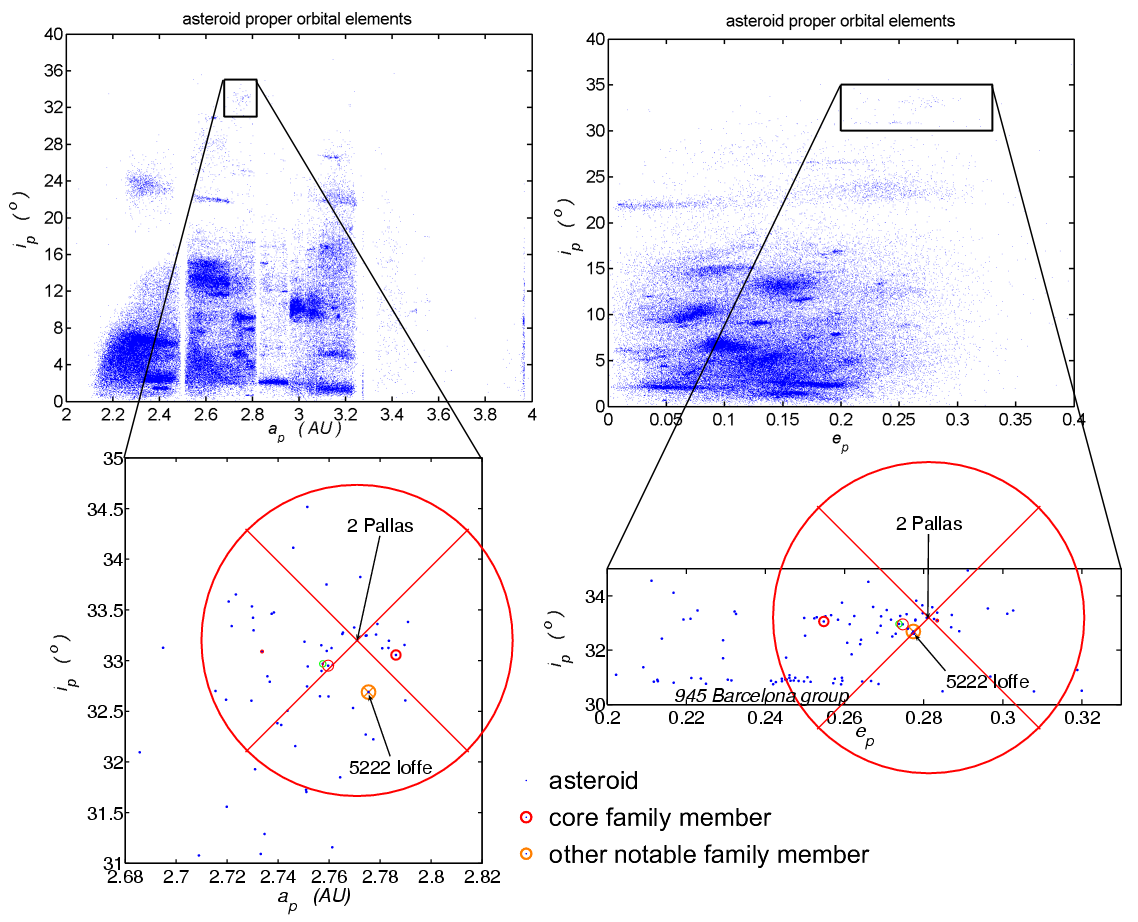
智神星族的位置和組織。

目前暦元的軌道元素震盪範圍可以參考MPCORB的資料庫 （页面存档备份，存于）)，大約在
|        | a       | e    | i   |
| ------ | ------- | ---- | --- |
| 最小值 | 2.71 AU | 0.13 | 30° |
| 最大值 | 2.79 AU | 0.37 | 38° |

看起來這個家族真的是經由對智神星的撞擊形成的，因為家族成員的光譜都是罕見的B-型。這個家族最早是在1928年被平山清次注意到，稍後也被布勞艾（Brouwer，1951年）、Kozai（1979年）和勒麥特與莫比德利（Lemaitre & Morbidelli，1994年）注意到。